# Menzlin
Menzlin ist ein Ortsteil der Gemeinde Ziethen nahe Anklam im Landkreis Vorpommern-Greifswald in Mecklenburg-Vorpommern.

## Geschichte

### Wikingerzeit

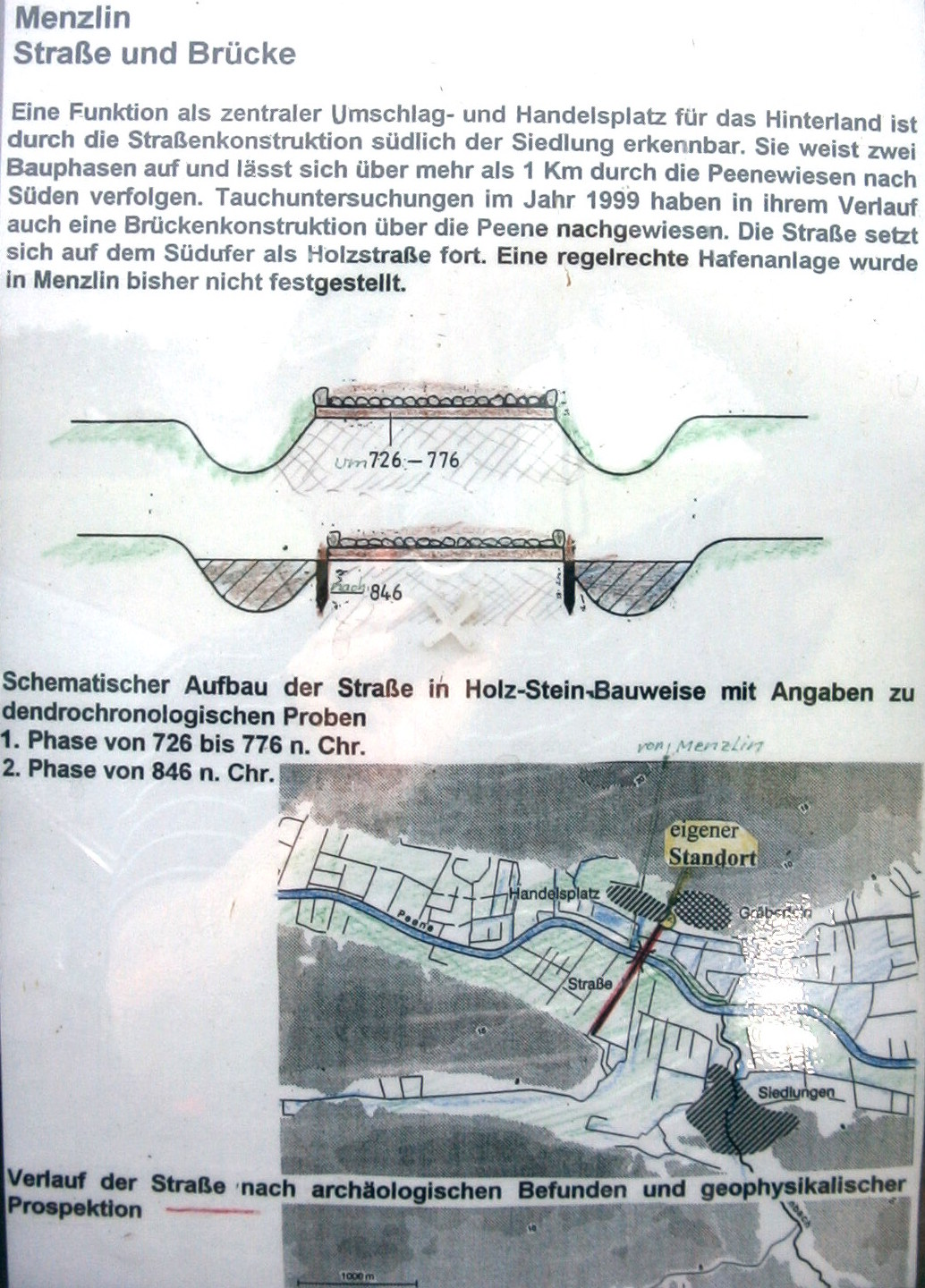
Infotafel Siedlung Menzlin

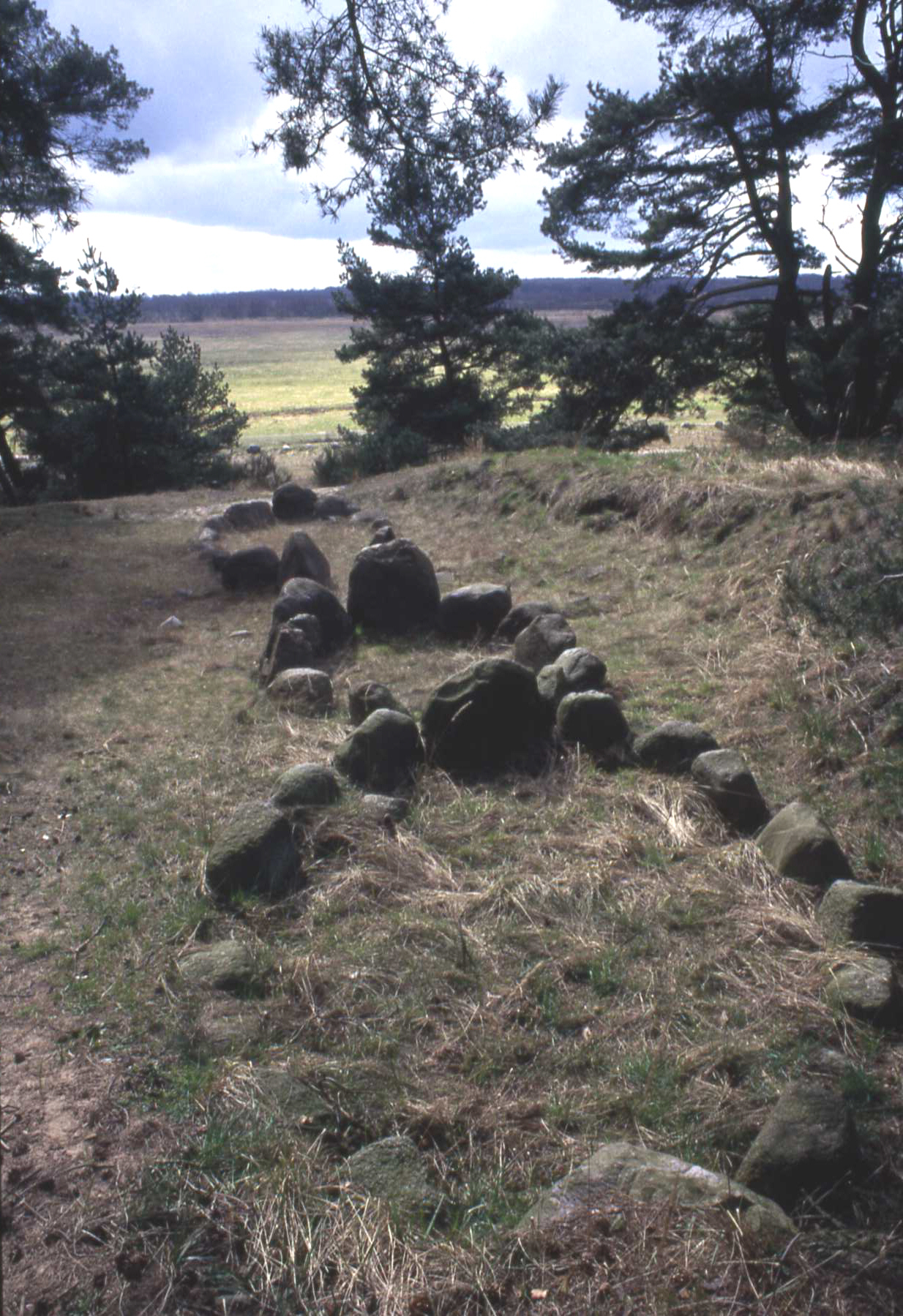
Schiffssetzungen im „Alten Lager“

Auf dem Gemeindegebiet lag im 9. Jahrhundert eine etwa 18 Hektar große Ansiedlung nahe der Peene und neben dem „Alten Lager“. Die Siedlung, deren Standort heute den Flurnamen Peeneberg trägt, gehörte mit zu den größten Handelsplätzen des 9. und 10. Jahrhunderts im Ostseeraum. Ausgrabungen und Oberflächenfunde erbrachten große Mengen von Artefakten aus den genannten Zeiten. Wie auch in Wollin (Jumne, Jomsburg, Vineta) war hier eine gemeinsame Ansiedlung von Slawen (Tollensern) und Wikingern, nachgewiesen durch die Schiffssetzungen und viele Funde.
Archäologisch nachgewiesen wurde von dieser Siedlung eine Steinpflasterstraße zur Peene, eine Brücke über die Peene und eine Fortsetzung der Steinpflasterstraße von dieser Brücke in Richtung Görke. Die dendrochronologischen Untersuchungen der bei der Straße und der Brücke verbauten Hölzer beweisen den zeitlichen Zusammenhang. Ein Hafen wird vermutet, ist aber noch nicht nachgewiesen.
Die Via Regia von Stettin über Menzlin nach Wismar und weiter nach Lübeck und Hamburg war die „bedeutendste Ost-West-Straße im Norden“ des mittelalterlichen westslawischen Siedlungsgebietes. Bei Menzlin querte sie das Peenetal mittels der beschriebenen Steinstraße und der Brücke über den Fluss.

### Mittelalter und Neuzeit
Der Ort Menzlin wurde erstmals urkundlich 1231 erwähnt, als Herzog Wartislaw III. dem Kloster Stolpe das Dorf mit Namen Mancelin = Menzlin übereignete. Außerdem 1257, als der Bischof Hermann von Cammin den Ort Mantselin neben anderen Dörfern als Dotation zur neu geweihten Kirche von Ziethen gab.

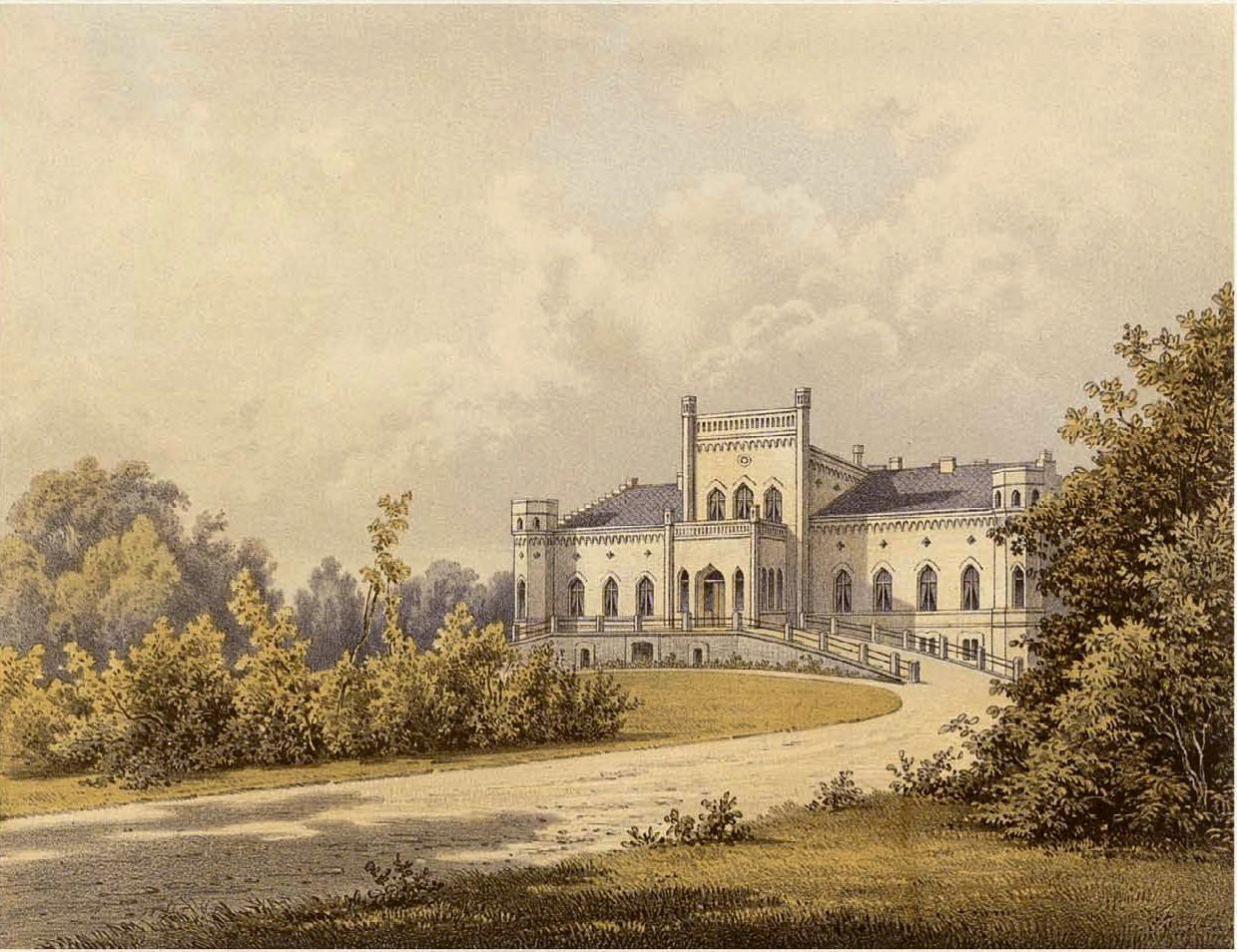
Rittergut Menzlin um 1875/77, Sammlung Alexander Duncker

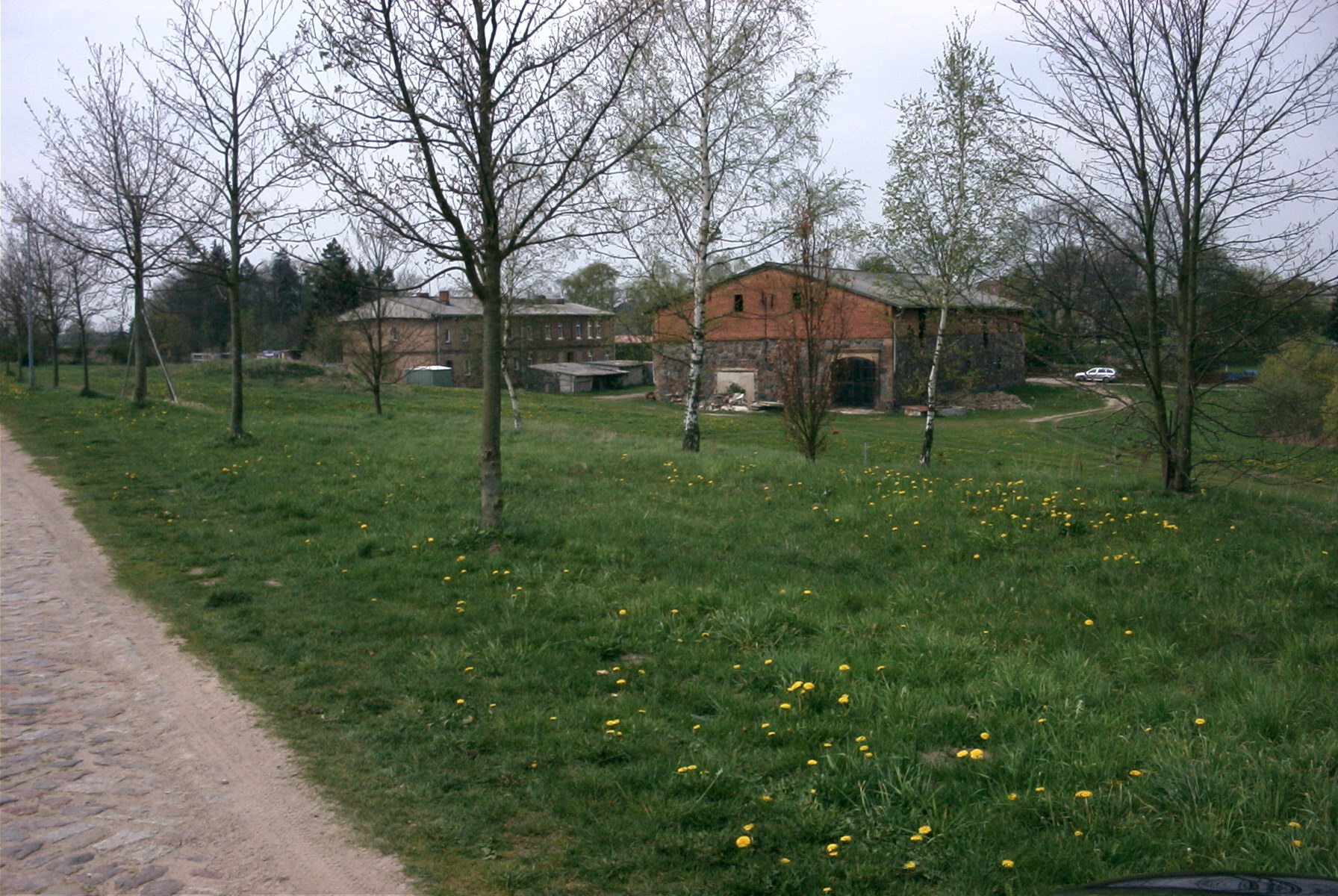
Gutsanlage Menzlin

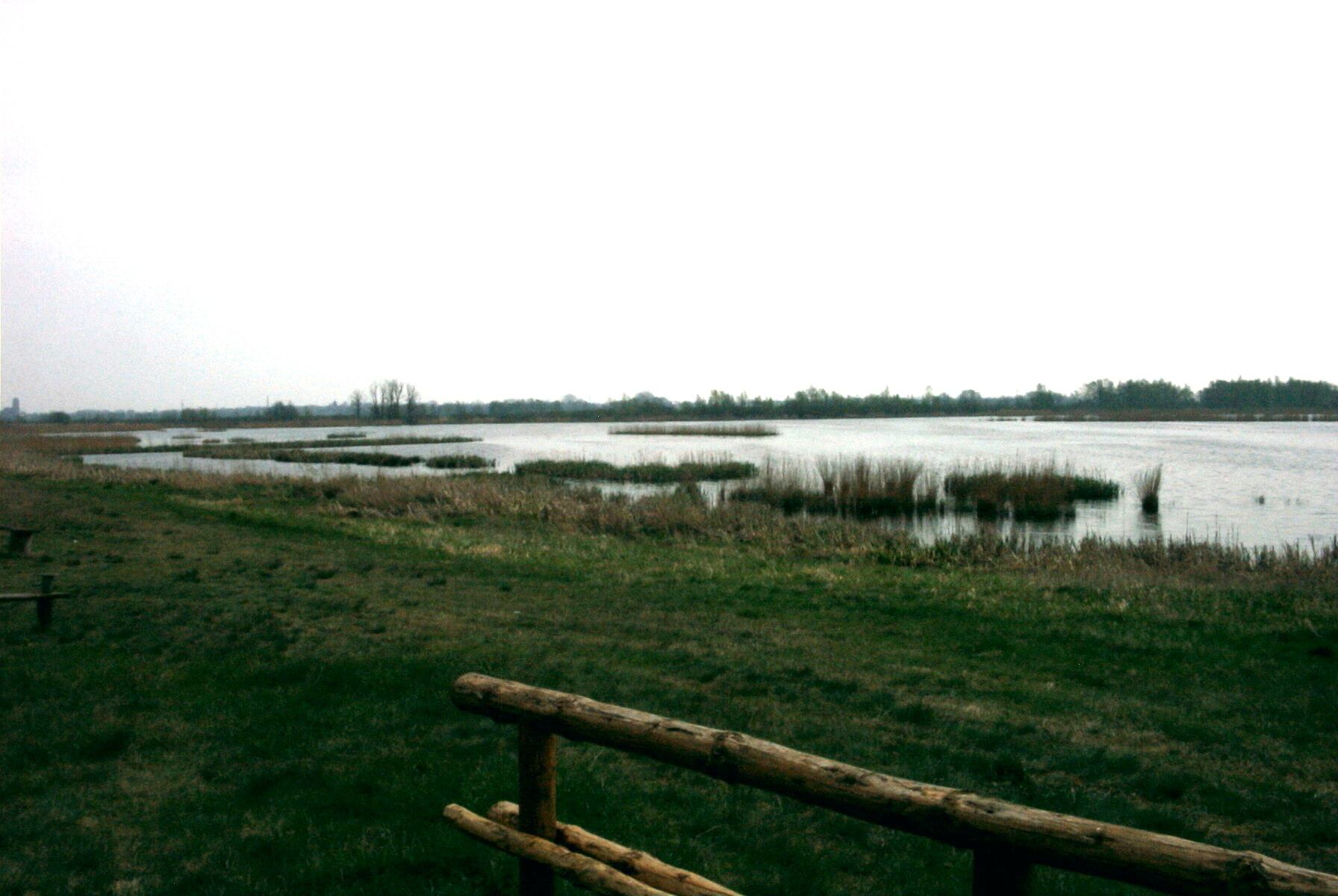
Polder Menzlin

In der Schwedenzeit kamen sechs der sieben im Ort vorhandenen Bauernhöfe als Rittergut in den Besitz der adligen Familie von Owstin auf Quilow. Der siebente blieb aufgrund eines schwedischen königlichen Privilegs als freier Hof bestehen. Angeblich soll der Bauer Köppen (oder Koeppen) dem König Karl XII. von Schweden während dessen Rückkehr von Bender Hilfe geleistet haben. Hierbei handelt es sich um eine ähnlich falsch interpretierte Legende wie an der Gützkower Fähre. Karl XII. war 1714 nicht von Bender hier vorbeigekommen, sondern auf seinen Inspektionsritten im schwedisch-vorpommerschen Grenzgebiet zu Brandenburg-Preußen.
1841 wurde das Rittergut an Magnus von Wedell (1806–1885), verheiratet mit Wilhelmine von Owstien, verkauft, der hier ein heute nicht mehr bestehendes Herrenhaus errichten ließ. 1857 ist die Familie Wedell in alten Güter-Matrikeln auf Menzlin erwähnt. 1867 war der Sohn und Erbe Hans von Wedell-Menzlin (1836–1900) Ehrenritter des Johanniterordens, königlicher Landrat und Major a. D. 1914 weist das Güter-Adressbuch Pommern die Königliche Klosterkammer zu Hannover, deren Rechtsnachfolgerin bis heute besteht, als Eigentümer aus. Der Besitz des Rittergutes mit dem Kirchenacker umfasste zu jener Zeit 750 ha, davon anteilig 20 ha für das erwähnte Zubehör. Bis zum Ende des Zweiten Weltkrieges war das Gut an die ursprünglich aus Westfalen stammende und auch in Württemberg nobilitierte Familie von Malchus verpachtet. Zunächst agierte spätestens ab 1910 der Leutnant und Ober-Amtmann Viktor Freiherr sen. von Malchus (1867–1940) als Pächter und bis 1939 als Bewohner der Klosterdömane vor Ort. Dann übernahm nach dem 1939 letztmals amtlich publizierten Landwirtschaftlichen Güter-Adressbuch Pommern sein gleichnamiger Sohn die Gutsgeschäfte.
1952 wurde in Menzlin eine LPG gegründet, die nach der Wende privatisiert wurde. In den 1960er Jahren entstand hier ein Dorf- bzw. LPG-Kulturhaus mit Gaststätte und Tanzsaal, das nach 1990 nicht mehr betrieben wurde und jetzt langsam verfällt.

## Sehenswürdigkeiten
- Menzlin ist vor allem durch den etwa 1,5 km südlich des Ortes innerhalb des Flächennaturdenkmals „Altes Lager“ gelegenen wikingerzeitlichen und slawischen Handelsplatz bekannt.
- Südlich des Alten Lagers befindet sich der seit 2000 wiedervernässte Polder Menzlin. Ein als Bestandteil der Initiative Vorpommersche Dorfstrasse errichteter Beobachtungsturm ermöglicht die Beobachtung der Tier- und Pflanzenwelt des Polders und der Peene.[10]

## Persönlichkeiten
- Viktor Freiherr jun. von Malchus (1902–1970),[11][12] letzter Klostergutspächter in Menzlin
- Herbert Lange (1909–1945), SS-Offizier, Leiter des Vernichtungslagers Chelmno
- Alexander von Bormann (1936–2009), Hochschullehrer (Universität von Amsterdam), in Menzlin geboren
- Viktor von Malchus (1929–2008), in Menzlin geboren, früherer Leiter des ILS, 1997 Offizierskreuz des Verdienstordens der Republik Polen, 2008 Verdienstkreuz erster Klasse für internationales Engagement in der Raumplanung[13]